# سانتا مارتا دي ماجاسكا
بلدية سانتا مارتا دي ماجاسكا (بالإسبانية: Santa Marta de Magasca)‏، هي بلدية تقع في مقاطعة قصرش والتي تقع في منطقة إكستريمادورا، غرب إسبانيا.
يبلغ عدد سكانها 287 نسمة وفقاً لإحصائية سنة (2002).